# Dolmen des Issières
Le dolmen des Issières, connu localement sous le nom de Pierre des Gaulois, est un dolmen situé à Brevilliers, dans le département français de la Haute-Saône.

## Historique
L'édifice est mentionné pour la première fois en 1885 par le préhistorien H. L'Épée qui signale aussi un second monument distant d'une centaine de mètres détruit par la suite par le propriétaire du champ. En 1924, des habitants de la ville voisine d'Héricourt fouillent clandestinement le site. L. Meyer, conservateur du musée de Belfort, en dresse un compte rendu imprécis en 1925. L'édifice fait l'objet d'une fouille archéologique méthodique en 1968. Il est classé au titre des monuments historiques en 1979.

## Architecture
Le dolmen a été édifié au sommet d'un vallonnement. L'architecture d'origine est difficile à interpréter en raison de l'état du monument après les fouilles du début du XXe siècle. La chambre funéraire est un coffre mégalithique délimité par quatre orthostates (numérotés I à IV)  de forme carrée (2 m de côté) et une antenne (dalles numérotées V et VI) qui ont été implantés dans des fosses de fondation creusées dans le calcaire du sol sous-jacent sur 0,40 à 0,60 m de profondeur, puis calées avec de l'argile et des plaquettes de calcaire.
| Dalle                                                               | Hauteur (hors-sol) | Épaisseur     | Largeur (sommet/base) |
| ------------------------------------------------------------------- | ------------------ | ------------- | --------------------- |
| Dalle I                                                             | 2 m                | 0,40 à 0,45 m | 1 à 1,30 m            |
| Dalle II                                                            | 2,20 m             | 0,32 m        | 0,80 à 1,80 m         |
| Dalle III                                                           | 1,80 m             | 0,32 m        | 0,90 à 1,10 m         |
| Dalle IV                                                            | 0,50 m             | 0,25 m        | 1,75 m                |
| Dalle V                                                             | 1,80 m             | 0,35 à 0,38 m | 0,75 à 1,20 m         |
| Dalle VI                                                            |                    | 0,13 m        |                       |
| Données : Les sépultures collectives mégalithiques de Franche-Comté |                    |               |                       |

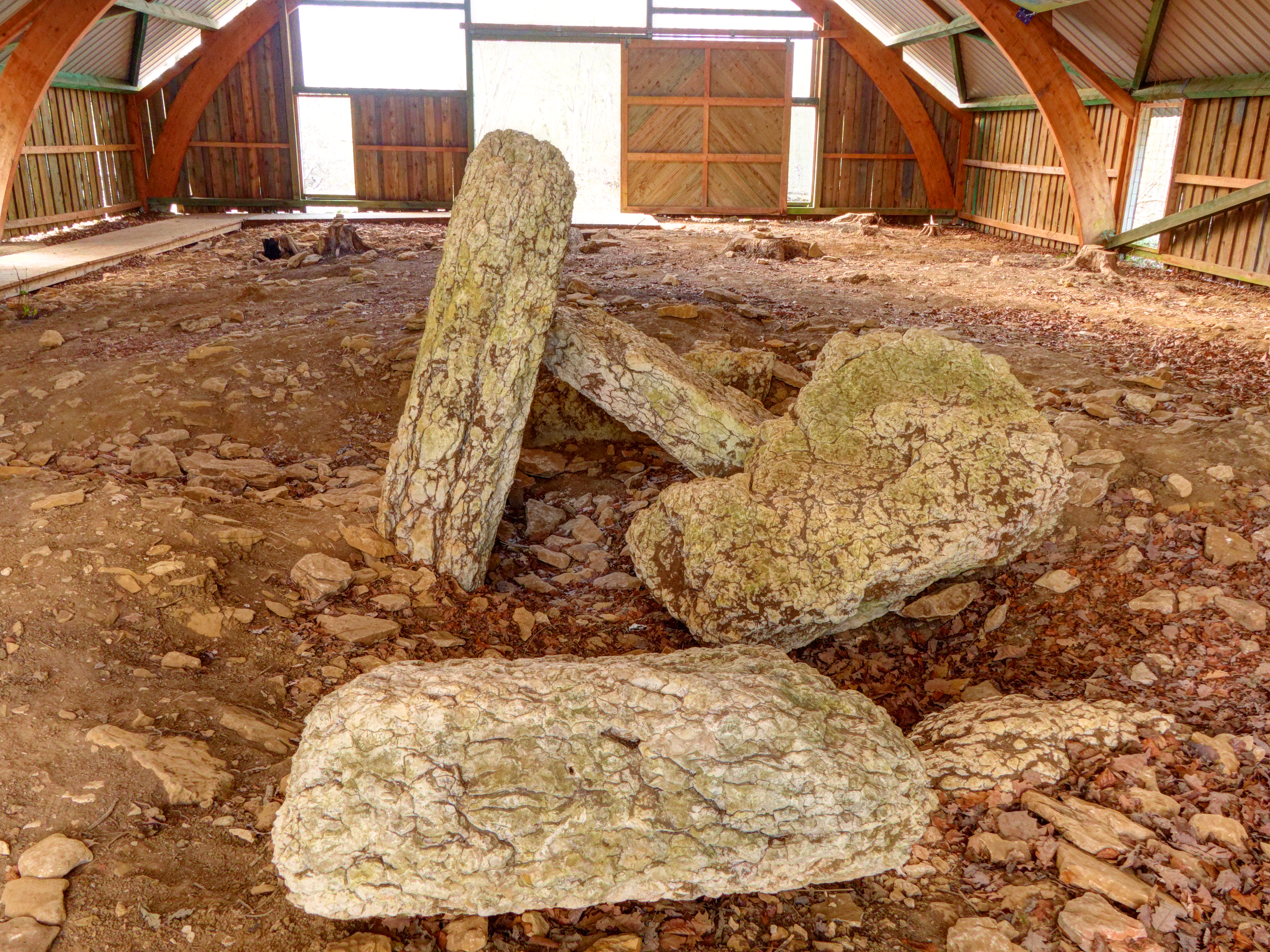

La dalle I est de forme trapézoïdale, arrondie au sommet, elle a été fortement détériorée par le gel. La dalle II est la plus massive de toutes, elle comporte une profonde cannelure (d'une largeur de 0,30 à 0,40 m) naturelle qui la traverse sur toute la hauteur. La dalle III s’appuie sur la dalle I par le sommet, elle est brisée en deux parties, à l'origine sa hauteur était au minimum de 2,20 m, très abîmée par le gel à son sommet, elle pourrait avoir été encore plus haute. La dalle IV est la seule qui bénéficie d'une position parfaitement verticale, son sommet régulier laisse supposer qu'elle n'a pas été endommagée par le gel. La dalle V repose à plat sur le sol. L'ouverture au sud-est du coffre correspond peut-être à une dalle manquante (ou une murette).
Aucun élément de couverture n'a été retrouvé. Le coffre était entouré d'un dallage soigné constitué d'une première couche de grandes plaquettes surmontée d'une seconde couche constituée d’éléments plus petits.
Les dalles I à IV sont en calcaire gris qui affleure en lapiaz localement.

## Matériel archéologique
Les ossements découverts étaient très fragmentés et aucune connexion anatomique n'a été constatée. Malgré les bouleversements dus aux fouilles antérieures, il semble que les os longs avaient été repoussés le long des parois du coffre. L'étude des 400 dents humaines retrouvées indique que les individus inhumés correspondent à une population estimée à au moins vingt-cinq individus de plus de 7 ans et deux enfants.
Le mobilier funéraire récolté durant les fouilles clandestines du début du siècle n'a pas été conservé. Les fouilles de 1968 ont livré un petit matériel issu du tamisage des déblais antérieurs et des sondages. L'outillage lithique comprend quatorze armatures de flèches (losangiques, à pédoncules, à pédoncules et ailerons), un petit poignard ou lame retouchée en silex, deux percuteurs en galet. Les tessons de céramique découverts sont de type campaniforme ou appartiennent à une poterie grise plus grossière avec gros dégraissant en quartz et calcite pillée. Dans son compte rendu, Meyer a signalé un os pariétal monté en parure et une boulette d'ocre a été retrouvée dans le remplissage du coffre lors des fouilles de 1968.
L'ensemble du mobilier est attribuable au Néolithique final.